# スラヴ祖語
スラヴ祖語（スラヴそご、Proto-Slavic）はスラヴ語派に属する言語の元になった祖語。印欧祖語から発展した。文献はなく言語の比較によって再構した体系による。

## 起源
印欧祖語からスラヴ祖語に至る経緯には議論があり、印欧祖語から直接スラヴ語に分化したという説と、バルト語派とスラヴ語派の共通の段階であるバルト・スラヴ祖語を経て紀元前10世紀頃にスラヴ祖語となったという二つの説がある。スラヴ祖語を話す民族（スラヴ人の祖先）が始めに住んでいた地域も議論があり、川の名称から現在のウクライナ西部からベラルーシ南部のあたりであろうとされている。この地域は古代にトシュチニェツ文化の東方群が発展していた土地であり、後にチェルノレス文化の中心部となっている。

## 分化
紀元後1世紀までは統一的な状態が続き、紀元後7世紀からスラヴ人の移動もあって分化が進んだ。9～11世紀の文献には方言の要素が見られる。9世紀後半にキリスト教の流布のためにキュリロス・メトディオスによって文字（グラゴル文字）と文語（古代教会スラヴ語）が作られた。古代教会スラヴ語はギリシアのテッサロニキ北部の方言（現在の南スラヴ語群に属する）が反映されており、また分化から少なくとも二世紀を経て祖語とは異なるものになっている（ただし音韻の面では祖語の代わりに用いられることも多い）。

## 音韻

### 母音
スラヴ祖語では母音が11あり以下の字で表記される。 i, ь, e, ę, ě, a, o, ǫ, ъ, y, u
- ь, ъ - イェルと呼ばれる。おそらく [ɪ], [ɯ] に近く短い音であったとされ、ĭ, ŭ とも書かれる。
- ę, ǫ - e, o の鼻音。
- ě - ヤトと呼ばれる。おそらく [æː] に近く長い音であったとされる。
- y - 長い [ɯː] あるいは [ɯi] とされる。
- i, a, u - 長い音。
- e, o - 短い音。
- スラヴ祖語に成節子音（母音と同等に音節をなす r, l）があったという説は広くは認められていない。成節子音は後代に方言から生じた（東スラヴ語群では成節子音がないとされる）ものとされ、多くの学者はイェルを伴う流音ъl, ьl, ъr, ьr を成節子音l̥,, ĺ̥, r̥,, ŕ̥ の代わりに仮定している。

### 子音
| 子音   | 両唇音 | 歯音 | 口蓋化歯音   | 歯茎音 | 口蓋化歯茎音 | 硬口蓋音 | 軟口蓋音 |
| ------ | ------ | ---- | ------------ | ------ | ------------ | -------- | -------- |
| 破裂音 | p, b   | t, d |              |        |              |          | k, g     |
| 破擦音 |        |      | c [ʦ], ʒ [ʣ] |        | č [ʧ], ǯ [ʤ] |          |          |
| 摩擦音 | v      | s, z | s’           |        | š [ʃ], ž [ʒ] |          | x        |
| 鼻音   | m      | n    |              |        |              |          |          |
| 流音   |        | l    |              | r      |              | j        |          |

注：
- x は軟口蓋摩擦音の [x] を表す。
- v の音価は [v] でなく [w] であった可能性も高いが文字では v が用いられる。
- s’ は西スラヴ語群の š と東スラヴ語群の s の対応から仮定されたものである。
- c は [ʦ] でありIPAの [c] でないことに注意。
- ʒ は [ʣ] である。
- š, č, ž,ǯ はそれぞれ [ʃ], [ʧ], [ʒ], [ʤ] を表す。この表記はスラヴ語学ではよく用いられる。

## 母音の由来
PIE＝印欧祖語
- i1 < PIE *ī, *ei
- i2 < 弱化した *ai (*ăi または *ui ) < PIE *ai, *oi
- ь < *i < PIE *i
- e < PIE *e
- ę < PIE *en, *em
- ě1 < PIE *ē
- ě2 < *ai < PIE *ai, *oi
- a < *ā < PIE *ā, *ō
- o < *a < PIE *a, *o, *ə
- ǫ < *an, *am < PIE *an, *on, *am, *om
- ъ < *u < PIE *u
- y < PIE *ū
- u < *au < PIE *au, *ou

- i2, ě2 の母音はi1, ě1 より分かれた。スラヴ祖語後期では i1 と i2、ě1 と ě2 に発音の区別はないが後の先行する軟口蓋音の変化に差が生じる。
- スラヴ祖語後期のイェル ь, ъ は前期の i, u により、その i, u はPIE *e, *o による。
- 語末、特に閉音節で *ā ＞ *ū （後に y）の変化も見られる。
- スラヴ祖語 y の由来には他にゲルマン語の借用語の *ō がある。PIE *ō が *ā になっており固有語に ō の音が無かったところに借用語として持ち込まれた。
- PIE *ə は語頭以外の音節でどのようになったか変化がたどれない。
- PIE *eu はおそらくスラヴ祖語前期（あるいはバルトスラヴ祖語の時代）に *jau になり、後に *ju になった。
- 学者によってはPIEの長二重母音 *ēi, *āi, *ōi, *ēu, *āu, *ōu が二段階で変化したという説がある。*ēi, *āi, *ōi, *ēu, *āu, *ōu が語末で短音化して*ei, *ai, *oi, *eu, *au, *ou になり、後に後ろの i, u を失って*ē, *ā, *ō になったというものである。

### その他母音の変化
- *jo, *jъ, *jy が *je, *jь, *ji になる。
- *o, *ъ, *y が第三次口蓋化によって生じた*c, *ʒ, *s’ の後ろで *e, *ь, *i になる。
- *e, *ě は場合によっては *č, ǯ, *š, *ž の後ろで *o, *a になる。
- *j の後ろで *ě が *a になる変化がスラヴ語祖語で生じたが後に類推で変化したと思われる。

### 子音の由来
- p < PIE *p
- b < PIE *b, *bʰ
- t < PIE *t
- d < PIE *d, *dʰ
- k < PIE *k, *kʷ
- g < PIE *g, *gʰ, *gʷ, *gʷʰ
- s < PIE *s, *ḱ
- z < PIE *ǵ, *ǵʰ, *s [z]（有声子音の前）
- x < PIE *s 母音の前で*r, *u, *k, *i の後ろ（*l も含まれるかもしれない）で起きる。ルキの法則も参照。
- m < PIE *m
- n < PIE *n
- l < PIE *l
- r < PIE *r;
- v < PIE *w
- j < PIE *j

スラヴ祖語の x はPIE  *kH, *ks, *sk などから生じたものもある。
さらに:
- 第二次口蓋化により c < k
- 第二次口蓋化により ʒ < g
- 第二次口蓋化により s’ < x
- 第一次口蓋化により č < kj, k
- 第一次口蓋化により šč < stj, skj, sk
- 第一次口蓋化により ǯ < zdj, zgj, zg
- 第一次口蓋化により š < sj, xj, x
- 第一次口蓋化により ž < zj, gj, g
- 語頭の j は前母音e, ě, ę （方言によってはь, i も含まれる）の前の位置から始まる。

### 口蓋化
- 第一次口蓋化

*i1, *ě1, *e, *ę, *ь の前で *k, *g, *x > *č, *ǯ, *š
次に ǯ が z の後ろを除くあらゆる位置で ž に変わる。
*i1, *ě1, *e, *ę, *ь の前で *kt, *gt > *tj  (例は *kti の場合しか見られない).
- 第二次口蓋化

*i2, *ě2 の前で *k, *g, *x > *c, *ʒ, *s’
*s’ が方言ごとに s か š のどちらかに合流する。
*ʒ がポーランド語以外で z に変わる。
また方言によっては*i2, *ě2 の前で *kv, *gv, *xv > *cv, *ʒv, *s’v になる。（西スラヴ語群では起きずおそらく東スラヴ語群でも起きない。ロシア語の場合は南スラヴ語群によるだろう）。
第二次口蓋化は古ロシア北部方言では起きなかったように思われる。
- 第三次口蓋化

前母音 (*i, *ь, *ě, *e, *ę) および*ьr (= *ŕ̥ )の後ろ、母音の前で*k, *g, *x > *c, *ʒ, *s’
第一次・二次と異なり時間をかけて生じた。特定の単語・地域ごとに異なり変化は一貫しなかった。
口蓋化した形としていない形が並存する場合もあった (古代教会スラブ語 sikъ / sicь そのような)
*ě, *e との後ろで生じた実例はなく *ŕ̥ の後ろの場合に生じた例は古代教会スラヴ語に限られる。
- 子音 + j

*sj, *zj > *š, *ž
*stj, *zdj > *šč, *žǯ
*kj, *gj, *xj > *č, *ǯ, *š （後に*ǯ > *ž ）
*skj, *zgj > *šč, *žǯ
*tj, *dj は保持され後に地域ごとに異なる変化をする。
*rj, *lj, *nj はスラブ祖語の時代までは保持されたが後に口蓋化し *ŕ, *ĺ, *ń になる。
*pj, *bj, *vj, *mj はスラブ祖語の時代までは保持されたが後に多くの地域（西スラブは除く）で*pĺ, *bĺ, *vĺ, *mĺ になる。

## 参考書籍
- Kiparsky, Valentin, Russische Historische Grammatik, 3 vols., 1963, 1967, 1975.
- Moszyński, Leszek. Wstęp do filologii słowiańskiej. PWN. Warszawa, 1984.
- Paliga, Sorin. Phd linguistics. Lexicon Etymologum Elementorum Thraecorum.
- Schenker, Alexander M. The Dawn of Slavic. Yale Language Series, 1995.
- Snoj, Marko. Slovenski etimološki slovar. Ljubljana: Modrijan, 2003.
- Vasmer, Max. Russisches etymologisches Wörterbuch. Heidelberg, 1950-1958.
- 服部文昭『古代スラヴ語の世界史』白水社、2020年。